# Smutná
Smutná, na horním toku nazývaná též Cedron, je malá řeka v jižních Čechách v okresech Písek a Tábor. Je to pravostranný přítok řeky Lužnice. Délka jejího toku činí 47,8 km. Plocha povodí měří 247,0 km².

## Průběh toku

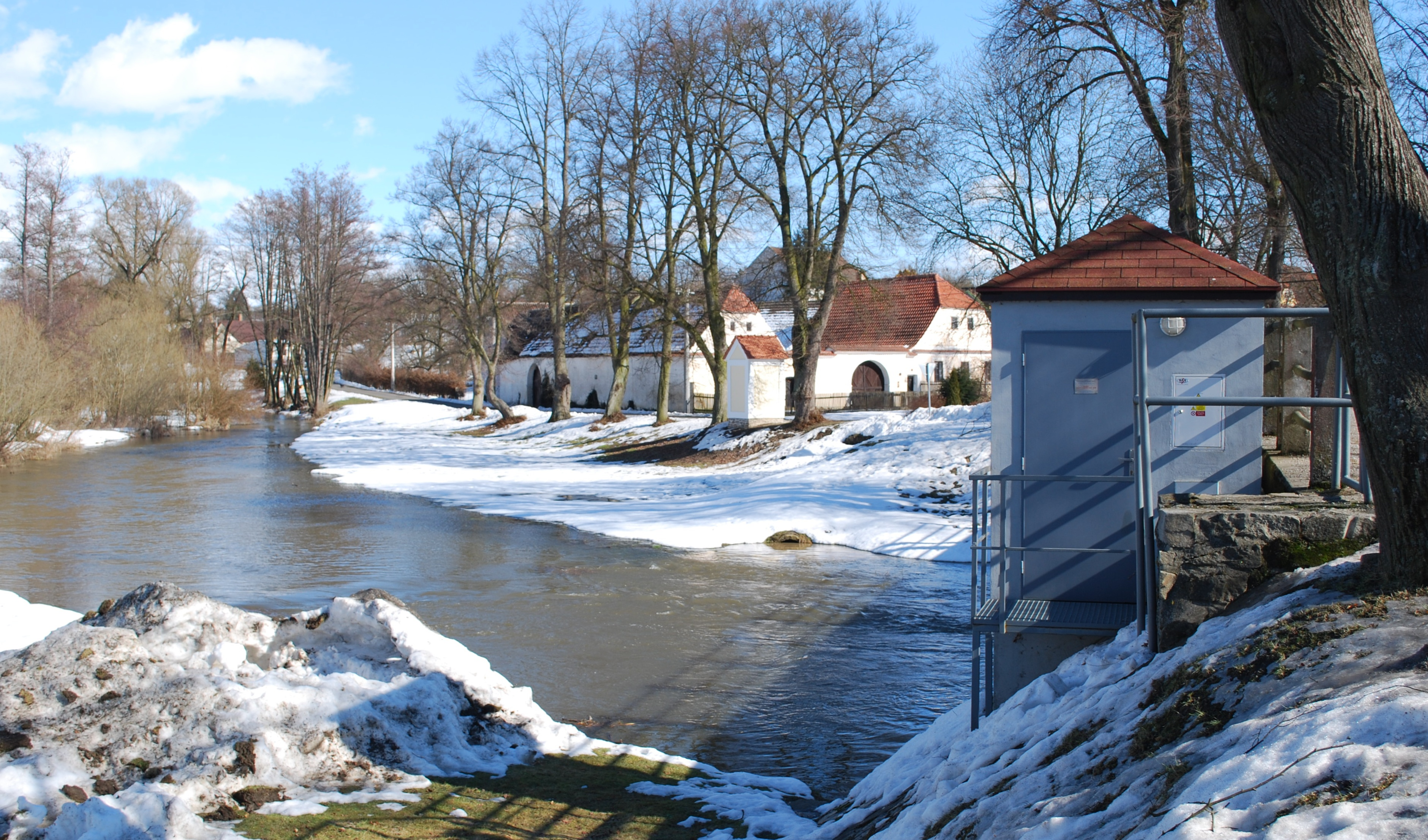
Hydrologická stanice v Ratajích

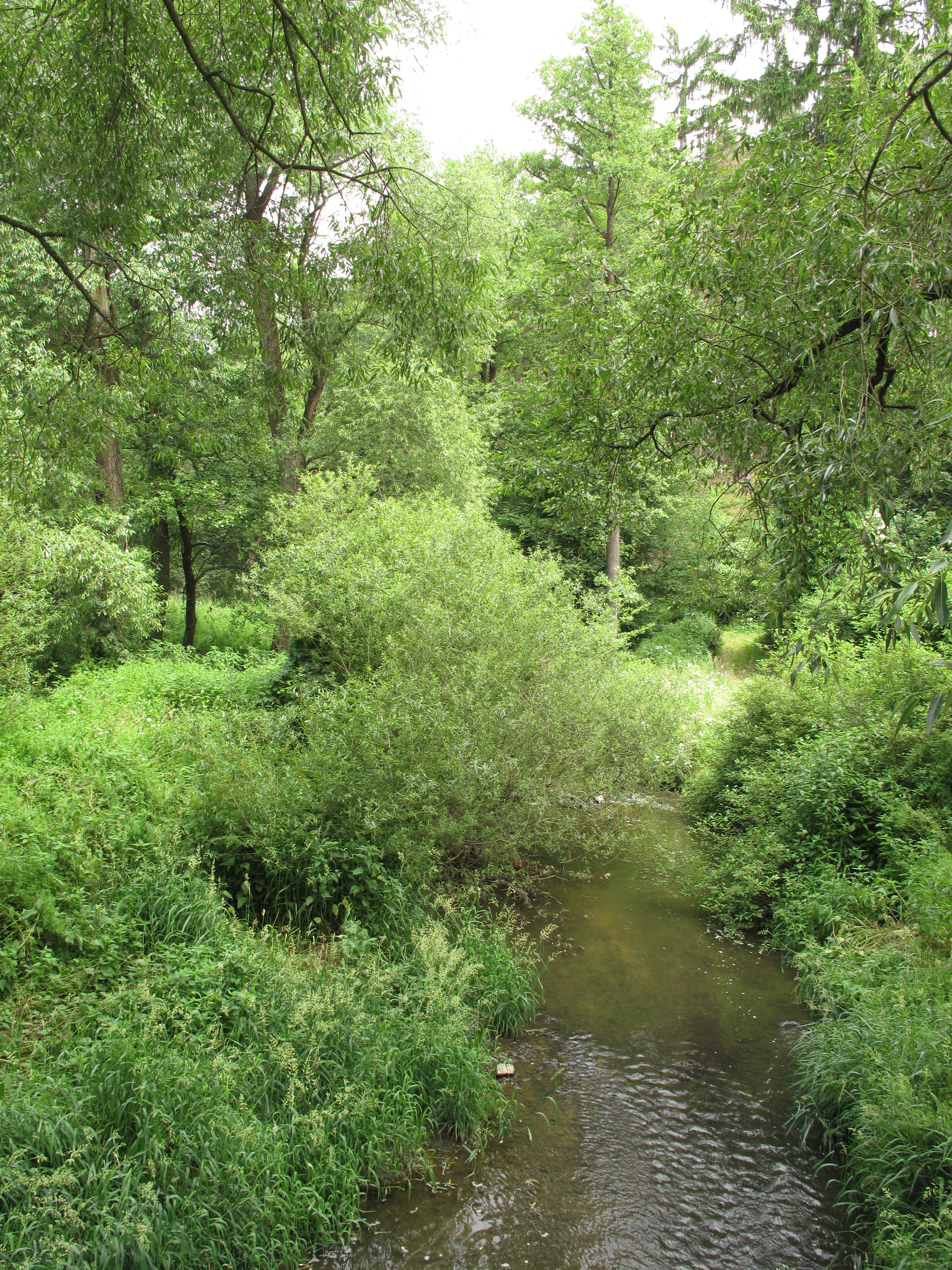
Smutná v Hanově

Řeka Smutná pramení zhruba 4 km severně od Jistebnice v nadmořské výšce 620 m. Na horním toku nad ústím Petříkovického a Nadějkovského potoka bývá též říčka označována biblickým názvem Cedron. Nejprve protéká Jistebnicí, k níž přivádí vodu od řady rybníků. Západně odsud pod ústím výše zmíněných přítoků dále přibírá vody potoků Kvaštovského a Dobřemilického východně od Přeštěnic. Po 2 km zleva přibírá Božejovický potok, protéká Božeticemi, zleva přitéká Jezvinský potok a níže Božetický. Asi 1 km východně od Sepekova napájí rybník Chobot a potom 2 km jižně se do ní zprava vlévá její největší přítok Milevský potok. Dále teče k jihu, protéká Srlín, Rataje, východně od Radětic přes Mlýn Na prádle a v Bechyni se vlévá pod zámkem do Lužnice v nadmořské výšce 356 m.

### Větší přítoky
- levé – Křivošínský potok, Božejovický potok, Jezvinský potok, Božetický potok
- pravé – Petříkovický potok, Nadějkovský potok, Kvaštovský potok, Dobřemilický potok, Milevský potok, Kolišovský potok, Hemera

## Vodní režim
Hlásné profily:
| místo    | říční km | plocha povodí | průměrný průtok (Qa) | stoletá voda (Q100) |
| -------- | -------- | ------------- | -------------------- | ------------------- |
| Božetice | 30,52    | 78,77 km²     | 0,46 m³/s            | 75 m³/s             |
| Rataje   | 14,25    | 218,33 km²    | 1,01 m³/s            | 132 m³/s            |

### Povodně
- 6.-7. srpna 2002 následkem velkého rozvodnění Nadějkovského potoka se protrhla hráz Mlýnského rybníka a voda v řece stále stoupala.
- 8. srpna 2002 byly zaplaveny Rataje. Postupně říčka Smutná dosáhla výšky 3,1 m a zatopila domy také v Bechyni v části Plechamr.
- 12.-16. srpna 2002 voda z potoka Cedron zaplavila část Jistebnice.

## Ochrana přírody
Podél řeky bylo v roce 1985 byla vyhlášena přírodní památka Smutný, která zahrnuje část toku v úseku dlouhém 2,5 kilometru, od hráze rybníka Chobot 1,5 kilometru východně od obce Sepekov až po most na silnici Sepekov–Opařany, dva kilometry jihovýchodně od Sepekova. Předmětem ochrany jsou přirozeně meandrující horní část toku říčky v krajinářsky působivém údolí a pobřežní porosty, které tvoří hnízdní biotop početných populací aviafauny.

## Historie
V povodí říčky byly objeveny mohyly. Tuto oblast (pohanská pohřebiště) jako první zkoumal Jan Karel Hraše - narozen v Ratajích u Bechyně (1840-1907), učitel a spisovatel, který se od mládí zajímal o archeologii.